# Микроструктура стена
Микроструктура стене обухвата текстуру стене и структуру стене у крупној размери. Термин текстура и микроструктура су еквивалентни, с тим што се у модерној геолошкој литератури други термин више користи. Ипак, термин текстура се и даље користи због тога што је користан приликом објашњавања настанка стене, начина на који је формирана, и њене појаве у природи.
Текстуре су пенетративни елементи склопа стене; оне се појављују на целој стенској маси у микроскопском препарату, узорку или неретко и у размери изданка. Ово је веома слично са појавом фолијације, с тим што текстура не мора обавезно да носи структурне информације везане за деформационе фазе, нити информације о оријентацији. Структуре се јављају у размерама узорка и ситнијим.
Анализе микроструктура обухватају текстурне карактеристике стене и могу дати информације о условима формирања и петрогенезе, као и даљим дефомрацијама, набирању или алтерацијама.

## Седиментне микроструктуре
Опис седиментне микроструктуре даје информације о условима депозиције седимента, палео-услова, као и места одакле је долазио седиментни материјал. 
Методе укључују описе величине класта, састава, заобљености, сферичности или описе матрикса. Седиментне микроструктуре, у појединачним случајевима, могу укључивати и микроскопске аналоге већих седиментних структурних карактеристика као што су укрштена слојевитост, син-седиментациони раседи, укрштена стратификација, итд.

## Метаморфне микроструктуре
Проучавања микроструктура метаморфних стена састоје се у одређивању времена, секвенце и услова деформација, раста минералних зрна и поништавања претходних деформационих догађаја. Метамофне микроструктуре обухватају текстуре формиране развојем фолијације или оверпринтовањем фолијације чиме се ствара кренулација. Веза порфиробласта са фолијацијом или другим порфиробластима може дати информације о степену формирања метаморфних асамблажа или фација минерала.
Текстуре смицања су посебно битне приликом проучавања милонита или других високо поремећених и деформисаних стена.

### Фолијација и кренулација
У размери микроскопског препарата и узорка, на метаморфним стенама се може препознати линеарни пенетративни склоп који се назива фолијација или кливаж. У једној стени може се издвојити неколико фолијација, које на тај начин формирају кренулацију.
Идентификовање фолијације и њене оријентације представља први корак у анализи фолијативне метаморфне стене. Информације о времену формирања фолијације су неопходне приликом реконструисања P-T-t (притисак, температура, време) криве једне стене, као што је веза између фолијације и порфиробласта фактор који показује када је фолијација формирана, као и P-T услове који су владали у то време.

## Магматске микроструктуре
Анализе микроструктура магматских стена могу обухватити описе примерака или стена на нивоу изданака. Ово је посебно битно приликом описивања фенокристала или фрагменталних текстура туфова. Обично и везе између магме и морфологије фенокристала битне за анализу хлађења, фракционе кристализације и коначног смештања магматског тела.
Анализе миркоструктура интрузивних магматских стена могу дати информације о извору магме и њеној генези, укључујући и контаминацију магматске стене околним стенама и одређивању кристала који су акумулирани или избачени из раствора. Ово је посебно значајно за коматитске лаве или ултрамафитске стене. 